# Муттукумару, Энтони
Энтони Муттукумару (6 июля 1908 года, Цейлон — 2001 год, Австралия) — генерал-майор, первый офицер цейлонского происхождения возглавивший армию Цейлона (был в данной должности с 1955 по 1959 годы). После службы в армии занимал должность верховного комиссара Цейлона в Австралии, Новой Зеландии, Пакистане и посла в Египте.

## Ранние годы и образование
Родился в семье доктора Филиппа Мариана Муттукумару и Мари Маунт Кармель Эллес. Он и его братья были воспитывались матерью после ранней смерти отца. Сначала учился на дому (под руководством английской гувернантки), а затем в колледже Св. Иосифа в  Коломбо, затем он поступил в Университетский колледж Коломбо и в 1928 году он уехал в Оксфорд учиться философии, политике и экономике в колледже Jesus College. После завершения и получения степени он поступает в «Грейс Инн», чтобы стать барристером. После возвращения на Цейлон, он даёт клятву в качестве адвоката Верховного суда Цейлона.

## Военная карьера
После возвращения из Англии в 1934 году он вступил на Цейлонские силы обороны, резервное подразделение, созданное англичанами для защиты острова. Муттукумару получил должность второго лейтенанта в Цейлонской лёгкой пехоте 11 сентября 1934 года. В 1939 году он был мобилизован как остальные резервисты в начале Второй мировой войны. В течение этого времени он продолжал командовать гвардией Лёгкой пехоты из штаб-квартиры в Канди Командования сил Юго-восточной Азии, получив звание капитана 29 ноября 1940 года, и майора в 1942 году. 1 ноября 1943 года он был повышен до подполковника и назначен командующим 2-й батальоном Лёгкой пехоты, где и прослужил до всеобщей демобилизации, которая состоялась после войны.
После войны Муттукумару работал как адвокат представляющий Генерального прокурора, в ряде случаев, но вскоре он отказался от этой работы став Officer in Charge of Administration штаба Цейлонских сил обороны, где он помогал разрабатывать первоначальные планы для формирования армии Цейлона. Когда армия была сформирована в 1949 году, он стал подполковником в регулярных войсках, став начальником штаба бригадира графа Кейчнесского, и возглавлял контингент войск Цейлона на параде победы в Лондоне в 1946 году, на похоронах Георга VI в 1952 году, и на коронации королевы. Возглавляемые им солдаты стояли на страже в Букингемском дворце, а в 1954 году он был назначен адъютантом королевы. Позже, он окончил курсы в Императорском колледже обороны и в школе старших офицеров в Девайзес, где читал лекции фельдмаршал Монтгомери и подружился с будущим министром обороны Израиля бригадиром Моше Даяном, прежде чем вернулся домой в 1955 году и стал командующим армией Цейлона. Он был повышен в звании генерал-майора в январе 1958 года. За время работы в качестве командующего армия выросла в размерах, войска несколько раз разворачивались в ряде случаев при гражданских волнениях и беспорядках. В 1959 году он решил уйти в отставку, чтобы молодые офицеры могли получить свой шанс, хотя премьер-министр Соломон Бандаранаике и просил его остаться.
За вклад в развитие Цейлона он стал офицером Ордена Британской империи (военный отдел). За военную службу он получил War Medal 1939–1945, а за службу в армии Цейлона en:Ceylon Armed Services Long Service Medal, коронационную медаль королевы Елизаветы II и медаль открытия вооруженных сил Цейлона.

## После службы в армии
После ухода из армии Муттукумару был назначен Верховным комиссаром Цейлона в Пакистане (одновременно представляя страну в Афганистане, Иране и Ираке) в 1959 году, позднее был Верховным комиссаром в Австралии и Новой Зеландии с 1963 по 1966 год. Позже, в 1966 году, Муттукумару стал послом в Египте, одновременно он был послом в Иордании, Судане и Югославии. Он подал в отставку в 1969 году. В 1996 году университет обороны генерала сэра Джона Котелавела присвоил ему звание Honourable Doctor of Letters за его вклад в развитие армии и за то, что он первым опубликовал краткую историю армии. Муттукумару умер в Австралии в 2001 году в возрасте 93 лет.

## Семья
Энтони Муттукумару женился на Маргарет Вашанти Ратнараджах в 1944 году. У них родилось три сына: Энтони Васанта Муттукумару, Филипп Раджкантха Муттукумару и Кристофер Питер Джаянта Муттукумару (кавалер ордена Бани).